# The Best of 1990-2000
The Best of 1990-2000 é o segundo greatest hits ao estilo de coletânea musical da banda de rock irlandesa U2. Foi lançada em 4 de novembro de 2002 pela gravadora Island Records, exceto nos Estados Unidos, onde o álbum foi lançado pela Interscope Records como um único CD em compilação. The Best of 1990–2000 & B-Sides foi lançado no mesmo dia como um segundo disco com 14 faixas, entre B-sides de singles lançados de 1990 a 2000, e um DVD bônus com um trailer para o álbum e três outros segmentos. Um álbum de vídeo de mesmo nome foi lançado mais tarde, em dezembro de 2002.
O álbum continha duas faixas gravadas recentemente, "Electrical Storm" e "The Hands That Built America", sendo a canção-tema do filme Gangs of New York, enquanto a primeira foi lançada foi lançada como single da coletânea. O álbum também incluia "novos mixes" de várias músicas; as músicas "Hold Me, Thrill Me, Kiss Me, Kill Me" e "Miss Sarajevo", foram lançados em 1995, sendo o primeiro não incluído em um álbum do U2 e, quanto ao segundo, foi lançado originalmente creditado em Passengers.
O álbum alcançou a posição de número #1 em 13 países e foi o #12 álbum mais vendido de 2002, de acordo com a Federação Internacional da Indústria Fonográfica.

## Lista de faixas
| Críticas profissionais | Críticas profissionais |
| Avaliações da crítica  | Avaliações da crítica  |
| Fonte                  | Avaliação              |
| ---------------------- | ---------------------- |
| Allmusic               | [ 3 ]                  |
| Blender                | [ 4 ]                  |
| Pitchfork Media        | (5.6/10)               |
| Rolling Stone          | 4 de 5 estrelas.       |

"Electrical Storm" foi lançado como single de promoção do álbum. "Gone", "Discothèque", "Staring at the Sun" e "Numb" foram remixadas por Mike Hedges para a compilação. "Mysterious Ways" é idêntica ao da versão original do álbum, com exceção de uma única letra. "Miss Sarajevo", co-escrito por Brian Eno, foi incluída originalmente no álbum Original Soundtracks 1, que foi lançado pela banda sob o pseudônimo de "Passengers".
1. "Even Better Than the Real Thing" (do álbum Achtung Baby) – 3:39
2. "Mysterious Ways" (do álbum Achtung Baby) – 4:02
3. "Beautiful Day" (do álbum All That You Can't Leave Behind) – 4:05
4. "Electrical Storm" (William Orbit Mix) (nova canção) – 4:37
5. "One" (do álbum Achtung Baby) – 4:35
6. "Miss Sarajevo" (do álbum Original Soundtracks 1) – 4:30
7. "Stay (Faraway, So Close!)" (do álbum Zooropa) – 4:58
8. "Stuck in a Moment You Can't Get Out Of" (do álbum All That You Can't Leave Behind) – 4:31
9. "Gone" (New Mix) (do álbum Pop) – 4:32
10. "Until the End of the World" (do álbum Achtung Baby) – 4:38
11. "The Hands That Built America" (nova canção) – 4:57
12. "Discothèque" (New Mix) (do álbum Pop) – 4:40
13. "Hold Me, Thrill Me, Kiss Me, Kill Me" (do álbum Batman Forever: Original Music from the Motion Picture) – 4:44
14. "Staring at the Sun" (New Mix) (do álbum Pop) – 4:48
15. "Numb" (New Mix) (do álbum Zooropa) – 4:21
16. "The First Time" (do álbum Zooropa) – 3:44

- Lançado apenas no Japão e Reino Unido

1. "The Fly" (do álbum Achtung Baby) – 4:28

### Disco bônus & B-sides
"North and South of the River" foi escrito por Christy Moore. "Happiness Is a Warm Gun" foi escrita por Lennon/McCartney. "Your Blue Room" foi gravado por Brian Eno.
1. "Lady with the Spinning Head" (Extended Dance Mix) (do single "One") – 6:06
2. "Dirty Day" (Junk Day Mix) (do single "Please") – 4:40
3. "Summer Rain" (do single "Beautiful Day") – 4:07
4. "Electrical Storm" (Band Version) (nova canção) – 4:26
5. "North and South of the River" (do single "Staring at the Sun") – 4:36
6. "Your Blue Room" (do álbum Original Soundtracks 1) – 5:26
7. "Happiness Is a Warm Gun" (The Gun Mix) (do single "Last Night on Earth") – 4:45
8. "Salomé" (Zooromancer Remix) (do single "Even Better Than the Real Thing") – 5:51
9. "Even Better Than the Real Thing" (The Perfecto Mix) (do single "Even Better Than the Real Thing") – 6:38
10. "Numb" (Gimme Some More Dignity Mix) (do álbum Melon: Remixes for Propaganda) – 5:50
11. "Mysterious Ways" (Solar Plexus Club Mix) (do single "Mysterious Ways") – 4:08
12. "If God Will Send His Angels" (Big Yam Mix) (do single "Mofo") – 5:42
13. "Lemon" (Jeep Mix) (do single "Lemon") – 5:29
14. "Discothèque" (Hexidecimal Mix) (do single "Discothèque") – 5:45

### DVD bônus
"The History Mix" é uma montagem de vídeo da banda durante concertos e turnês na década de 90. Ele inclui trechos e entrevistas, vídeos promocionais, e assim por diante. A versão ao vivo de "Please" é a partir do Estádio Olímpico de Helsinque, em Helsinque, Finlândia, gravada em 9 de agosto de 1997 e dirigido por Maurice Linnane.
1. "The History Mix" – 7:40
2. "DVD Promo de The Best of 1990-2000" – 2:27
3. "Please" (Live from Helsinque) – 5:00
4. "Beautiful Day" (Éze Version) – 4:04

## Gráficos e certificações
| País/Parada (2002)                  | Melhor posição |
| ----------------------------------- | -------------- |
| Alemanha (Media Control Charts)     | 4              |
| Austrália (ARIA)                    | 1              |
| Áustria (Ö3 Austria Top 40)         | 1              |
| Bélgica (Ultratop 50 Flanders)      | 1              |
| Bélgica (Ultratop 40 Valônia)       | 3              |
| Canadá (Canadian Albums Chart)      | 1              |
| Dinamarca (Hitlisten)               | 1              |
| Espanha (PROMUSICAE)                | 43             |
| Estados Unidos (Billboard 200)      | 34             |
| Finlândia (Suomen virallinen lista) | 4              |
| França (SNEP)                       | 1              |
| Grécia (IFPI Grécia)                | 4              |
| Hungria (MAHASZ)                    | 3              |
| Irlanda (Irish Albums Chart)        | 1              |
| Itália (FIMI)                       | 1              |
| Japão (Oricon)                      | 3              |
| México (AMPROFON)                   | 78             |
| Noruega (VG-lista)                  | 2              |
| Nova Zelândia (RIANZ)               | 1              |
| Países Baixos (MegaCharts)          | 1              |
| Polónia (Polish Music Charts)       | 2              |
| Reino Unido (UK Albums Chart)       | 2              |
| Suécia (Sverigetopplistan)          | 6              |
| Suíça (Schweizer Hitparade)         | 1              |

| País/Parada (2002)             | Melhor posição |
| ------------------------------ | -------------- |
| Estados Unidos (Billboard 200) | 3              |
| Reino Unido (UK Albums Chart)  | 25             |

| Alemanha (BVMI) | Ouro       | 150.000^   |
| Argentina (CAPIF) | 2× Platina | 80.000x    |
| Argentina (CAPIF) + B-sides | Ouro       | 20.000x    |
| Austrália (ARIA) | 2× Platina | 140.000^   |
| Áustria (IFPI Áustria) | Platina    | –          |
| Bélgica (BEA) | 2× Platina | 60.000*    |
| Brasil (ABPD) | Platina    | 125.000*   |
| Canadá (Music Canada) | 3× Platina | 300.000^   |
| Dinamarca (IFPI Dinamarca) | Platina    | 50.000^    |
| Espanha (PROMUSICAE) | Platina    | 100.000^   |
| Estados Unidos (RIAA) | Platina    | 1.000.000^ |
| Finlândia (IFPI Finlândia) | Ouro       | 29.864^    |
| França (SNEP) | 2× Ouro    | 200.000*   |
| Grécia (IFPI Grécia) | Platina    | 50.000^    |
| Hungria (MAHASZ) | Ouro       | 10.000x    |
| México (AMPROFON) | Ouro       | 75.000^    |
| Nova Zelândia (RIANZ) | 4× Platina | 60.000^    |
| Países Baixos (NVPI) | Platina    | 80.000^    |
| Polónia (ZPAV) | Ouro       | 35.000*    |
| Reino Unido (BPI) | 2× Platina | 600.000^   |
| Suécia (IFPI Suécia) | Ouro       | 30.000^    |
| Suíça (IFPI Suíça) | 2× Platina | 80.000x    |
| União Europeia (IFPI) | 3× Platina | 3.000.000* |
| * Números de vendas com base em certificação individual ^ Valores enviados com base em certificação individual x Números não especificados com base em certificação individual |            |            |

## Vídeo
The Best of 1990-2000 foi lançada como uma compilação de vídeo, com clipes das músicas do álbum. O DVD da versão do vídeo de uma para duas músicas do álbum, além de sete vídeos bônus (para as músicas que não estão no álbum), assim como comentários de diretores e três mini-documentários. A versão VHS do vídeo em destaque é um vídeo para 16 canções do álbum. Em todas as versões, no entanto, não há vídeo para "The First Time", como nunca foi feito, ou melhor, lançado. Em seu lugar, foi colocado o vídeo de "The Fly".

### Lista de músicas
Músicas e palavras de U2, exceto onde indicado o contrário.
1. "Even Better Than the Real Thing"
  - Vídeo com comentário de Kevin Godley
  - Vídeo remix de Ritchie Smyth
2. "Mysterious Ways"
  - Vídeo com comentário de Stéphane Sednaoui
3. "Beautiful Day"
  - Vídeo com comentário de Jonas Åkerlund
4. "Electrical Storm"
  - Vídeo com comentário de Anton Corbijn
  - Documentário U2 Sur Mer
5. "One"
  - Vídeo com comentário de Anton Corbijn
  - Vídeo com comentário de Phil Joanou
  - Documentário A Story of One
6. "Miss Sarajevo"
  - Vídeo e comentário de Maurice Linnane
  - Documentário Missing Sarajevo
7. "Stay (Faraway, So Close!)"
  - Vídeo e comentário de Wim Wenders
8. "Stuck in a Moment You Can't Get Out Of"
  - Vídeo com comentário de Joseph Kahn
  - Vídeo com comentário de Kevin Godley
9. "Gone"
  - Vídeo de David Mallet (Trecho de Popmart: Live from Mexico City)
10. "Until the End of the World"
  - Vídeo de Kevin Godley (Ao vivo da Zoo TV Tour)
11. "The Hands That Built America"
  - Vídeo, versão de estúdio de Maurice Linnane
12. "Discothèque"
  - Vídeo com documentário de Stéphane Sednaoui
13. "Hold Me, Thrill Me, Kiss Me, Kill Me
  - Vídeo com documentário de Godley/Linanne
14. "Staring at the Sun"
  - Vídeo com documentário de Jake Scott
  - Vídeo de Morleigh Steinberg
15. "Numb"
  - Vídeo com documentário de Kevin Godley
  - "Emergency Broadcast Network" vídeo remix
16. "The Fly"
  - Vídeo remix com documentário de Smith/Klein

### Vídeos bônus
- As letras de "The Ground Beneath Her Feet" foram escritas por Salman Rushdie. A canção apresenta Daniel Lanois na Pedal steel. Todas as faixas foram remasterizadas para esses lançamentos.

1. "Please"
  - Vídeo com documentário de Anton Corbijn
2. "If God Will Send His Angels"
  - Vídeo com documentário de Phil Joanou
3. "Who's Gonna Ride Your Wild Horses"
  - Vídeo com documentário de Phil Joanou
4. "Lemon"
  - Vídeo com documentário de Mark Neale
5. "Last Night on Earth"
  - Vídeo com documentário de Ritchie Smyth
6. "Mofo"
  - Vídeo remix de Maurice Linnane
7. "The Ground Beneath Her Feet"
  - Vídeo com documentário de Wim Wenders

- Apresenta também um "ovo de páscoa". A partir do menu principal do DVD, se "One" for clicada, a tela principal de "One" aparecerá. Uma vez nessa tela, o dígito '1' pode ser clicado no controle remoto uma numerosa quantidade de vezes. Com isso, alguns Trabants irão aparecer e, em seguida, uma animação de "Fish Tank" irá tocar. Isso consiste em uma animação mostrando um tanque de peixes com trabants "nadando" na mesma.[54]

A letra de "The Ground Beneath Her Feet" foi escrita por Salman Rushdie. A canção apresenta Daniel Lanois no pedal steel.
Todas as faixas foram remasterizadas para esses lançamentos.

### Certificações
| Argentina (CAPIF) | Platina | 8.000x  |
| Brasil (ABPD) | Platina | 50.000* |
| França (SNEP) | Platina | 20.000* |
| México (AMPROFON) | Ouro    | 10.000^ |
| * Números de vendas com base em certificação individual ^ Valores enviados com base em certificação individual x Números não especificados com base em certificação individual |         |         |

## Pessoal
- Bono – vocalista, guitarra
- The Edge – guitarra, teclados, vocais
- Adam Clayton – baixo
- Larry Mullen Jr. – bateria